# 12-cm-Minimalschartenkanone M.80
Die 12-cm-Minimalschartenkanone M.80 (kurz: 12-cm-MSK M.80), später 12-cm-Minimalschartenkanone M.85, war eine österreich-ungarische Minimalschartenkanone, welche ab 1880 in Festungen und Werken verbaut wurde.

## Technische Beschreibung
Das Geschützrohr der 12-cm-Minimalschartenkanone M.80 stammte von der 12-cm-Kanone M.80 ab. Die M.80 unterschied sich von der M.85 lediglich am Vorderstück des Geschützrohres. Dort waren bei der M.85 auf beiden Seiten zwei Visierkorne auf Visierträgern angebracht. Wurden die Geschütze der Version M.85 in doppelrohrigen Geschütztürmen verbaut, so wurde das rechtsstehende Geschützrohr mit einem nach rechts öffnenden Verschluss versehen, während es beim linksstehenden Geschützrohr nach links geöffnet werden konnte. Weiterhin verfügte die M.85 über eine Lafette mit einer hydraulischen Hebevorrichtung für das Geschützrohr, während die älteren M.80 über eine mechanische Schraubhebevorrichtung verfügten.
Die 12-cm-Minimalschartenkanone M.80 / M.85 bestand aus zwei hohen Lafettenwänden samt Zubehör und der Schraubrohrhebevorrichtung. Die Lafettenwände waren aus mehreren genieteten Blechen zusammengesetzt. Diese waren unten mithilfe von drei Querblechen und dem Bodenblech sowie oben durch einen Verbindungsbügel miteinander verbunden. Das vordere Querblech der Lafette hatte in der Mitte einen Ausschnitt für die bronzenen Richtschraubenräder. Um die Reibung bei der Drehung des Richtschraubenräder zu verringern und dadurch das Heben und Senken des Rohres zu erleichtern, befanden sich mehrere Kugeln zwischen dem Drehmechanismus. Die Richtschraubenräder und damit das Heben und Senken, wurden durch große Handkurbeln an beiden Seiten des Geschützes angetrieben. An jeder Lafettenwand befand sich außen ein aus Messing bestehendes Weiserschild, welches mittels einem mit auf beschriebenen Pfeilstriches die Drehrichtung der Kurbel für das Heben und Senken des Rohres anzeigte.
Die Minimalschartenkanone saß auf zwei eisernen Rahmen, welche unterhalb der Lafettenwände mit dem Geschütz verbunden waren. Dieser Rahmen diente dazu, das Geschütz leicht nach vorn oder hinten zu bewegen und somit weiter aus der Kasematte herausragen zu lassen oder um es darin verschwinden zu lassen. Um das Geschütz nach rechts und links drehen zu können, lag es vorn auf einem Reihbock auf. Dieser war mit der Bettung durch Bolzen verbunden. Direkt dahinter und am Ende der Lafette befanden sich Laufrollen, welche das Drehen vereinfachen sollten. Die Laufrollen liefen in speziellen bogenförmigen Bettungsschienen. An der hinteren Bettungsschiene befanden sich Richtstriche aus Messing. Von der Mitte der Lafette nach unten zu der Skalierung hing ein Gegenstück herab, um genau ermitteln zu können, um wie viel Winkelgrad das Geschütz ausgerichtet war. Um das Geschützrohr auf- und abwärts bewegen zu können, lagen die Schildzapfen in Lagern, welche mit den Wänden der Lafette fest verschraubt waren.
Um den Rückstoß beim Feuern abzufangen, verfügte das Geschütz über zwei hydraulische Bremszylinder, welche innerhalb der Lafettenwände fest mit diesen verschraubt waren. Um den Vor- und Rücklauf zu begrenzen, wurden vorn und hinten je zwei Puffer aus Kautschuk in der Innenseite des Rahmens der Lafettenwände verbaut. Die Munition beider Minimalschartenkanonen war identisch mit jener der 12-cm-Kanone M.80.

## Einsatz

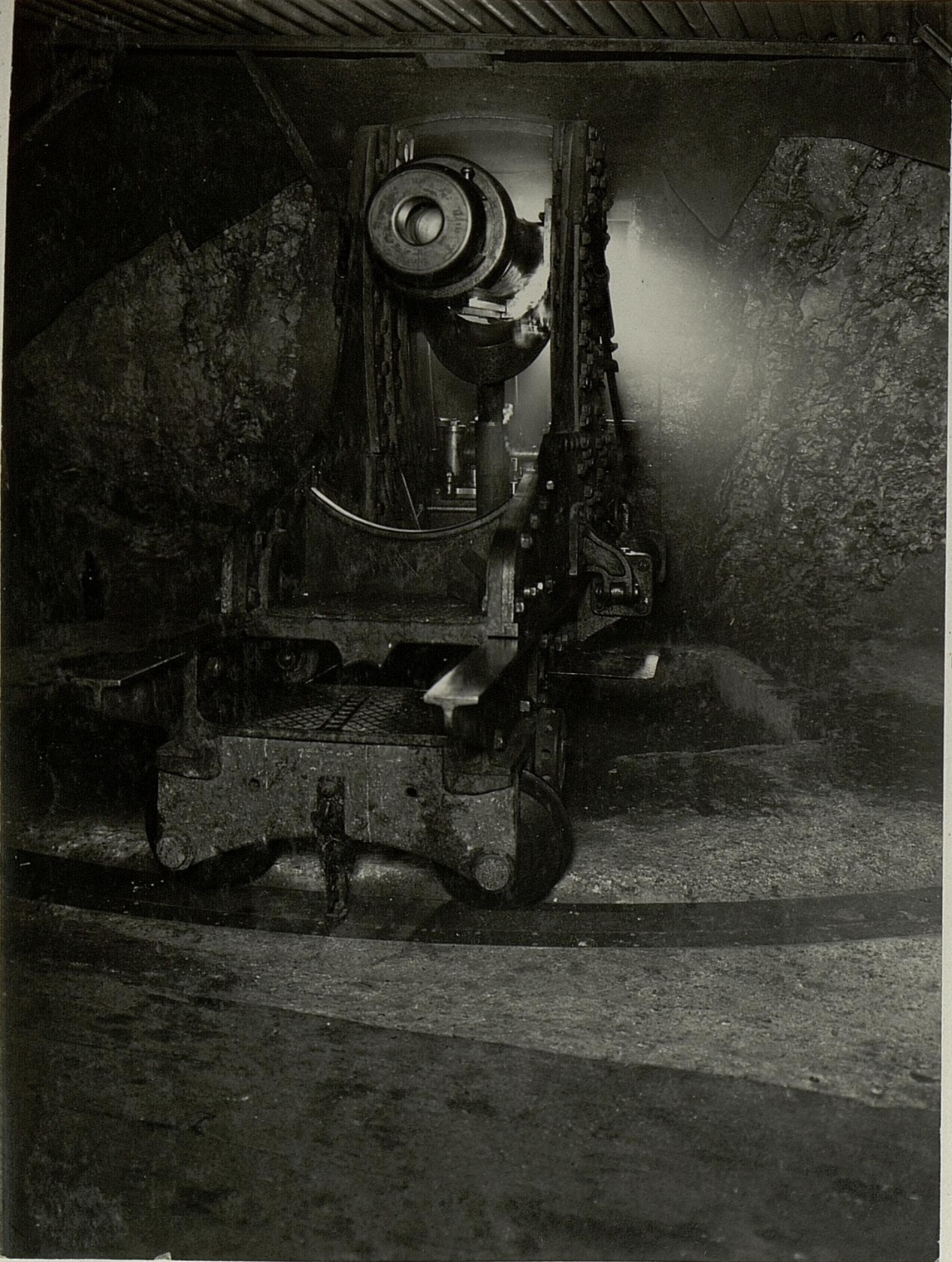
12-cm-Minimalschartenkanone M.80 im Geschützstand I des Kavernenwerk KAL

Zum Einsatz kamen beide Geschützvarianten hauptsächlich in Bunkern oder offenen Stellungen. Eine Anzahl Geschütze der Variante M.80 waren in den Befestigungen in Tirol und Kärnten verbaut. So befand sich mindestens eines der Geschütze im Geschützstand Nr. I im Kavernenwerk KAL.